# Pallatanga (cantão)
Pallatanga é um cantão do Equador localizado na província de Chimboraço. A capital do cantão é a cidade de Pallatanga.